# The Black Box Revelation
The Black Box Revelation ist eine 2005 gegründete belgische Garage-Rock-Band, die lediglich aus einem Gitarristen/Sänger und einem Schlagzeuger besteht.

## Geschichte
Jan Paternoster (Gitarre/Gesang) und Dries Van Dijck (Schlagzeug) gründen im Alter von 12 bzw. 14 Jahren zusammen mit einem Bassisten in Brüssel ihre erste Band The Mighty Generators. Kurz darauf werfen sie jedoch den Bassisten aus der Band und nennen sich The Black Box Revelation. 2006 erreichen sie den zweiten Platz beim belgischen Humo’s Rock Rally-Musikwettbewerb. Nachdem im Frühjahr 2007 die erste EP Introducing the Black Box Revelation erschienen ist, touren The Black Box Revelation ausgiebig und spielen im Sommer auf größeren Festivals wie dem Pukkelpop oder das Dour Festival.
2007 erschien das Debütalbum Set Your Head On Fire, 2010 das zweite Album Silver Threats. Silver Threats erreicht in den belgischen Verkaufscharts für Flandern den ersten Platz. 2011 erschien ihr drittes Album My Perception, welches von Alain Johannes produziert wurde. Als ihre musikalischen Vorbilder geben sie Led Zeppelin, The Datsuns, The Rolling Stones, Black Rebel Motorcycle Club und The Stooges an.

## Ausrüstung
Jan Paternoster spielt eine Gibson CS-356 Hohlkörper-E-Gitarre sowie eine James Trussart Deluxe SteelCaster (eine Gitarre im FenderThinlineTelecaster-Stil mit einem Hohlkörper aus Metall) mit einer SH-Tonabnehmerkonfiguration. Er spielt mitunter auch mit einer Hofner-E-Gitarre und ebenfalls einen Vox AC30 und Blackstar Amplification. 2011 spielte er auf der US-Tour eine Fender Stratocaster aus den frühen 60ern und eine Gibson Flying V mit Blackstar Amps.

## Diskografie

### Alben
| Jahr | Titel                 | Höchstplatzierung, Gesamtwochen, AuszeichnungChartplatzierungen (Jahr, Titel, Platzierungen, Wochen, Auszeichnungen, Anmerkungen) | Höchstplatzierung, Gesamtwochen, AuszeichnungChartplatzierungen (Jahr, Titel, Platzierungen, Wochen, Auszeichnungen, Anmerkungen) | Anmerkungen                            |
| Jahr | Titel                 | BEF | BEW | Anmerkungen                            |
| ---- | --------------------- | --- | --- | -------------------------------------- |
| 2007 | Set Your Head on Fire | BEF19 Gold · (102 Wo.)BEF | — | Erstveröffentlichung: 5. November 2007 |
| 2010 | Silver Threats        | BEF1 Gold · (45 Wo.)BEF | BEW73 (2 Wo.)BEW | Erstveröffentlichung: 1. Februar 2010  |
| 2011 | My Perception         | BEF5 (43 Wo.)BEF | BEW40 (2 Wo.)BEW |                                        |
| 2015 | Highway Cruiser       | BEF1 (26 Wo.)BEF | BEW92 (2 Wo.)BEW |                                        |
| 2018 | Tattooed Smiles       | BEF3 (5 Wo.)BEF | — |                                        |
| 2023 | Poetic Rivals         | BEF2 (7 Wo.)BEF | BEW186 (1 Wo.)BEW |                                        |

### EPs
- 2007: Introducing the Black Box Revelation (EP)
- 2008: Live at the AB Brussels (Live-EP)
- 2011: Shiver of Joy (EP)

### Singles
| Jahr | Titel Album                                         | Höchstplatzierung, Gesamtwochen, AuszeichnungChartsChartplatzierungen (Jahr, Titel, Album, Platzierungen, Wochen, Auszeichnungen, Anmerkungen) | Anmerkungen                            |
| Jahr | Titel Album                                         | BEF | Anmerkungen                            |
| ---- | --------------------------------------------------- | --- | -------------------------------------- |
| 2008 | Never Alone / Always Together Set Your Head on Fire | BEF35 (6 Wo.)BEF |                                        |
| 2009 | Do I Know Silver Threats                            | BEF26 (3 Wo.)BEF | Erstveröffentlichung: 7. Dezember 2009 |